# المبادئ التوجيهية للأمم المتحدة بشأن الأعمال التجارية وحقوق الإنسان
المبادئ التوجيهية للأمم المتحدة بشأن الأعمال التجارية وحقوق الإنسان (أو باختصار: UNGP، مبادئ الأمم المتحدة التوجيهية بشأن الأعمال التجارية وحقوق الإنسان) هو الأداة التي تتكون من 31 مبدئ وإطار العمل «الحماية والاحترام والتحسين» الأمم المتحدة بشأن هذه القضية من حقوق الإنسان والشركات عبر الوطنية وغيرها من مؤسسات الأعمال وضعت هذه المبادئ التوجيهية من قبل الممثل الخاص للأمين العام (SRSG) جون روجي، وقد وفرت هذه المبادئ التوجيهية أول معيار عالمي لمنع ومعالجة مخاطر الآثار السلبية على حقوق الإنسان المرتبطة بالنشاط التجاري، والاستمرار في توفير إطار العمل المقبول دوليًا لتحسين الأعمال التجارية ومعايير وممارسات حقوق الإنسان في 16 يونيو 2011، وافق مجلس حقوق الإنسان التابع للأمم المتحدة بالإجماع على هذه المبادئ التوجيهية، مما جعل إطار العمل أول مبادرة لحقوق الإنسان للشركات التي وافقت عليها الأمم المتحدة.
تغطي سياسة UNGP ثلاث ركائز تحدد كيفية قيام الدول والشركات بتنفيذ إطار العمل:
1. واجب الدولة في حماية حقوق الإنسان
2. مسؤولية الشركات عن احترام حقوق الإنسان
3. الحصول على الأدوية لضحايا الانتهاكات المتعلقة بالأعمال التجارية

تلقت المبادئ التوجيهية للأمم المتحدة دعمًا واسع النطاق من الدول، ومنظمات المجتمع المدني، وحتى من القطاع الخاص، وقد أدى ذلك إلى ترسيخ مكانتها كقاعدة عالمية رئيسية للأعمال التجارية وحقوق الإنسان. دعا UNGP بشكل غير رسمي «مبادئ Ruggie» أو «إطار عمل Ruggie» بسبب تأليفها لـ Ruggie ، الذي أنشأ العملية ووجهها للتشاور والتنفيذ.

## التاريخ
كانت المبادئ التوجيهية للأمم المتحدة نتيجة لعدة عقود من جهود الأمم المتحدة لوضع معايير عالمية لحقوق الإنسان للأعمال التجارية. في أوائل السبعينيات، طلب المجلس الاقتصادي والاجتماعي للأمم المتحدة من الأمين العام إنشاء مجموعة لدراسة تأثير الشركات عبر الوطنية على عمليات التنمية والعلاقات الدولية. أنشأت الأمم المتحدة لجنة الشركات عبر الوطنية في عام 1973، بهدف وضع مدونة لقواعد سلوك الشركات للشركات عبر الوطنية. استمر عمل اللجنة في أوائل التسعينيات، ولكن في النهاية لم تتمكن المجموعة من تأكيد مدونة الاتفاق بسبب الخلافات المختلفة بين البلدان المتقدمة والنامية. تم حل المجموعة في عام 1994.
أصبح الجدل حول مسؤوليات الأعمال فيما يتعلق بحقوق الإنسان واضحًا في التسعينيات، حيث توسعت شركات النفط والغاز والتعدين في مجالات متزايدة الصعوبة. نتيجة لهذه المخاوف، تم إنشاء مبادرتين رئيسيتين.
في آب / أغسطس 1998، أنشأت لجنة الأمم المتحدة الفرعية لتعزيز وحماية حقوق الإنسان الفريق العامل المعني بالشركات عبر الوطنية. وبالمثل، سعت مجموعة العمل إلى وضع معايير لالتزامات الشركات في مجال حقوق الإنسان. بحلول عام 2003 كانوا قد أكملوا المسودة النهائية لـ «القواعد الخاصة بمسؤوليات الشركات عبر الوطنية ومؤسسات الأعمال الأخرى في حقوق الإنسان» (القواعد). على الرغم من أن النورمانديين تلقوا دعمًا من بعض المنظمات غير الحكومية، مثل مركز أوروبا والعالم الثالث (CETIM) أو منظمة العفو الدولية، فقد تعرضة الوثيقة لمعارضة كبيرة من قطاع الأعمال، وقررت لجنة حقوق الإنسان في نهاية المطاف عام 2004 أن إطار العمل ليس له وضع قانوني.

## الأعمدة الثلاثة[6]

### واجب الدولة في حماية حقوق الإنسان
الركيزة الأولى للمبادئ التوجيهية هي واجب الدولة في الحماية من انتهاكات حقوق الإنسان من خلال التنظيم وصنع السياسات والتحقيق والإنفاذ. يعيد هذا العمود تأكيد الالتزامات الحالية للدولة بموجب القانون الدولي لحقوق الإنسان، على النحو المنصوص عليه في الإعلان العالمي لحقوق الإنسان لعام 1948 .

#### القضايا في المناطق المتضررة من الصراع
هذا المجال كان موضوع مناقشات تحت العمود الأول فيما يتعلق بدعم احترام حقوق الإنسان (من حيث الأعمال) في المناطق المتأثرة بالنزاع بموجب المبدأ التوجيهي 7. أول مشكلة ظاهرة في هذا المبدأ هي تفسير مصطلح «المناطق المتأثرة بالنزاع». استخدم الممثل الخاص للأمين العام هذا المصطلح ليعكس النية الحسنة لتوسيع نطاق المبادئ بما يتجاوز تعريفات النزاع المسلح في القانون الإنساني الدولي عند تحديد تطبيق المبدأ السابع، يجب أن تؤخذ في الاعتبار حدود التعريف المرنة المستخدمة من قبل UNGP ، كأداة قانونية، وكذلك طبيعة المبدأ التوجيهي.

## الاستجابة واتخاذ الإجراءات
تتمتع UNGP بدعم واسع النطاق من القطاعين العام والخاص، وأعلنت العديد من الشركات دعمها علنًا على سبيل المثال، شركة كوكا كولا Coca-Cola "أيدت بشدة" UNGP ، واصفة إياها بأنها "إطار عمل قوي ومرن لشركات مثلنا"،  وكتبت شركة General Electric أن UNGP "ساعدت في توضيح الأدوار والمسؤوليات المترابطة للدول والشركات في هذا المجال وأنهم "سيكونون بمثابة شعلة للكيانات التجارية التي تسعى إلى تطوير خدماتها، مع احترام حقوق الإنسان".

## لفريق العامل الحكومي الدولي المفتوح العضوية
يُعنى الفريق العامل الحكومي الدولي المفتوح العضوية المعني بالشركات عبر الوطنية وغيرها من مؤسسات الأعمال التجارية فيما يتعلق بحقوق الإنسان، بولاية إعداد صك دولي ملزم قانوناً ينظم، في إطار القانون الدولي لحقوق الإنسان، أنشطة الشركات عبر الوطنية وغيرها من مؤسسات الأعمال التجارية.

## روابط خارجية
- بوابة مركز موارد الأعمال التجارية وحقوق الإنسان لـ UNGP
- موقع المفوضية السامية لحقوق الإنسان الخاص بالفريق العامل المعني بحقوق الإنسان والشركات عبر الوطنية
- النص الكامل للمبادئ التوجيهية
- تقرير تنفيذ UNGP
- دليل قانوني لـ «المبادئ التوجيهية» بشأن الأعمال التجارية وحقوق الإنسان
- تحالف المعاهدة: حركة عالمية لاتفاقية ملزمة